# Cantón de Alfortville-Norte
El cantón de Alfortville-Norte era una división administrativa francesa, que estaba situada en el departamento de Valle del Marne y la región de Isla de Francia.

## Composición
El cantón estaba formado por una fracción de la comuna que le daba su nombre:
- Alfortville (fracción)

## Supresión del cantón de Alfortville-Norte
En aplicación del Decreto n.º 2014-171 de 17 de febrero de 2014, el cantón de Alfortville-Norte fue suprimido el 22 de marzo de 2015 y la fracción de la comuna que le daba su nombre se unió a la otra fracción para formar el nuevo cantón de Alfortville.